# Покшивник (Львувецький повіт)
Покшивник (пол. Pokrzywnik) — село в Польщі, у гміні Любомеж Львувецького повіту Нижньосілезького воєводства.
Населення — 79 осіб (2011).
У 1975-1998 роках село належало до Єленьоґурського воєводства.

## Демографія
Демографічна структура станом на 31 березня 2011 року:
|          | Загалом | Допрацездатний вік | Працездатний вік | Постпрацездатний вік |
| -------- | ------- | ------------------ | ---------------- | -------------------- |
| Чоловіки | 34      | 4                  | 24               | 6                    |
| Жінки    | 45      | 7                  | 30               | 8                    |
| Разом    | 79      | 11                 | 54               | 14                   |